# Гедек, Мартина
Мартина Гедек (нем. Martina Gedeck; род. 14 сентября 1961 года, Мюнхен, Бавария, ФРГ) — немецкая актриса, ставшая всемирно известной благодаря фильму «Жизнь других» (2006).

## Биография
Мартина Гедек родилась 14 сентября 1961 года в Мюнхене в семье предпринимателя Карла-Хайнца Гедека и его жены, художницы Хельги. Мартина является старшей из трёх сестёр.
В 1982—1986 годах изучала актёрское мастерство в Берлинском университете искусств.
В 2002 году актриса была номинирована на премию Европейской академии кино «Феликс» в категории «Лучшая европейская актриса» за главную роль в фильме «Неотразимая Марта» (2001).
После крупного успеха фильма «Жизнь других» (в 2006 году картина была удостоена премии «Оскар» за лучший фильм на иностранном языке, премии «Феликс» в номинации «Лучший европейский фильм года», премии «Сезар» в категории «Лучший фильм на иностранном языке» и множества прочих наград) актриса приобрела мировую известность. За исполнение главной роли в упомянутом фильме актриса была второй раз в своей карьере выдвинута на соискание премии «Феликс».
В 2006 году состоялась премьера фильма «Ложное искушение», в котором Мартина снялась совместно с такими актёрами, как Мэтт Деймон, Анджелина Джоли и Роберт Де Ниро.
Впоследствии актриса исполнила роль журналистки и экстремистки Ульрики Майнхоф в фильме «Комплекс Баадера — Майнхоф» (2008), который был номинирован на премию «Оскар» за лучший фильм на иностранном языке.
В 2015 году астроном Феликс Хормут из Института астрономии Общества Макса Планка в Гейдельберге присвоил имя Мартины Гедек астероиду, открытому им в 2009 году — (241475) Мартинагедек.

## Политическая деятельность
В 2010 году Мартина Гедек была избрана земельным парламентом Северного Рейна-Вестфалии в качестве одного из представителей этой земли в Федеральном собрании — конституционном органе, созываемом для избрания президента Германии. В Федеральном собрании актриса присоединилась к фракции «Союза 90/Зелёных».

## Личная жизнь
Мартина Гедек жила совместно с немецким актёром Ульрихом Вильдгрубером вплоть до его самоубийства в 1999 году.
В настоящее время актриса проживает в Берлине вместе со своим партнёром, швейцарским режиссёром Маркусом Имбоденом.

## Избранная фильмография

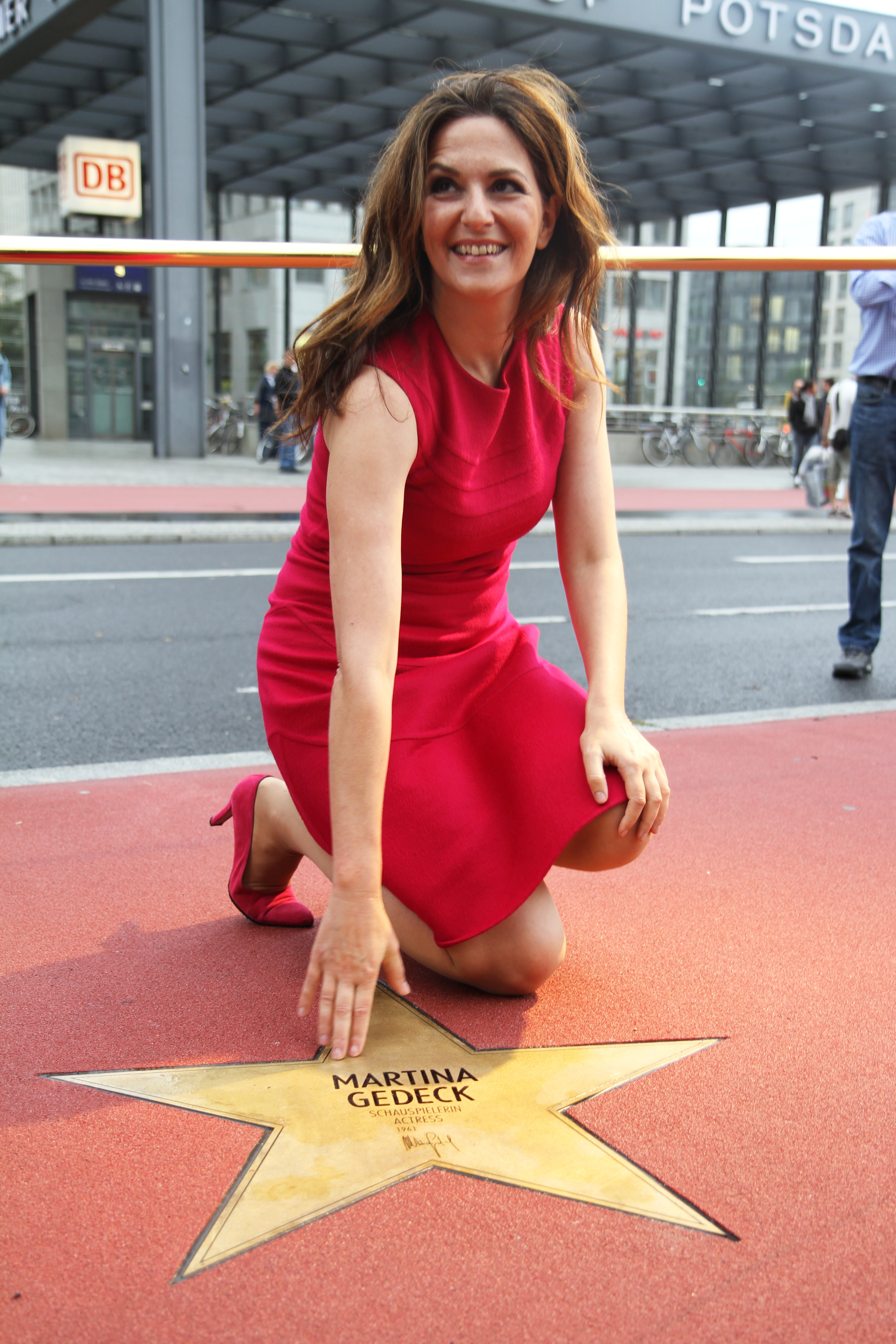
Мартина Гедек у своей Звезды на «Бульваре звёзд» в Берлине (2011)

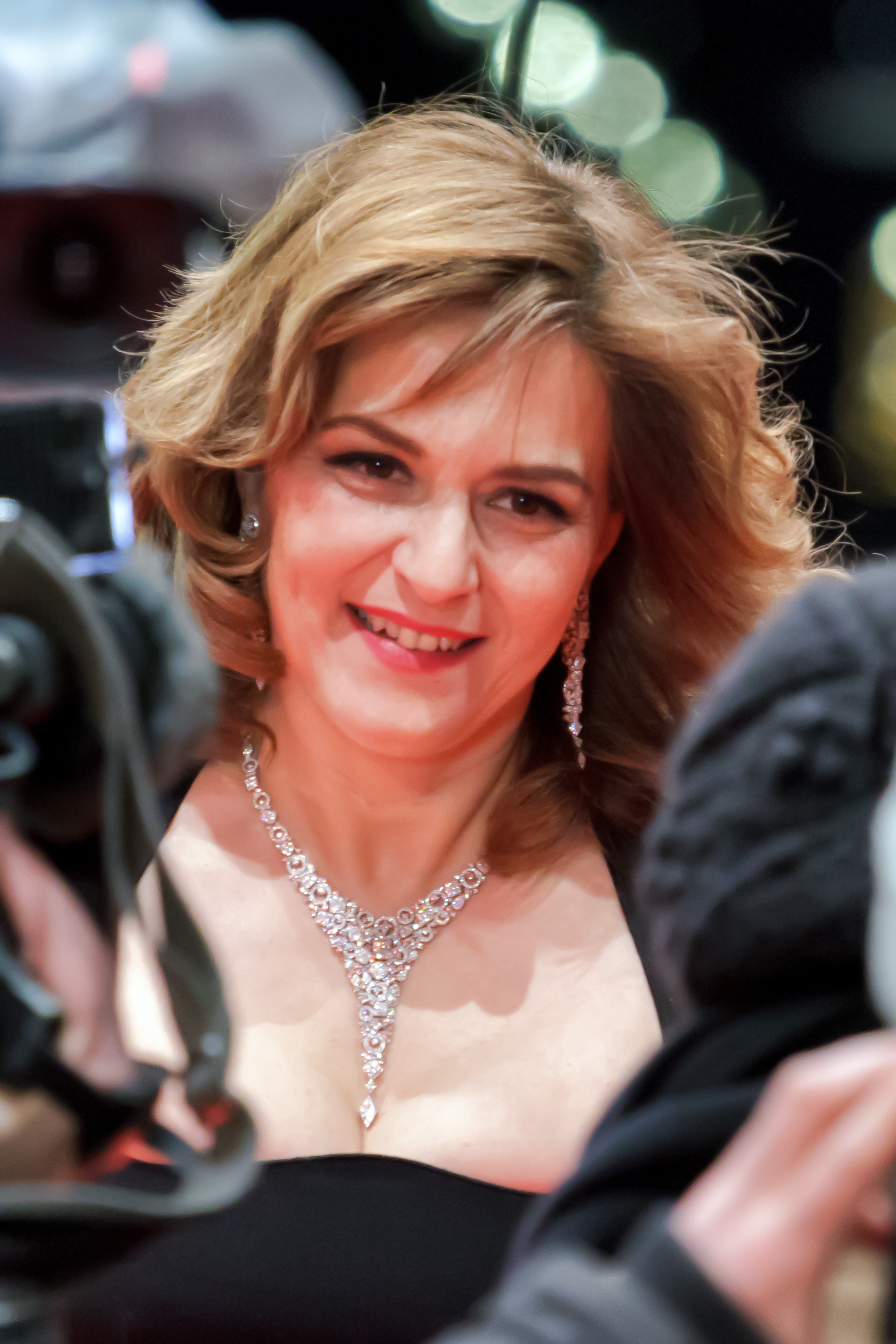
Мартина Гедек на 63-м Берлинском кинофестивале (2013)

| Год  |     | Русское название            | Оригинальное название         | Роль                           |
| ---- | --- | --------------------------- | ----------------------------- | ------------------------------ |
| 1994 | ф   | Самый желанный мужчина      | Der bewegte Mann              | Ютта                           |
| 1997 | ф   | Россини                     | Rossini                       | Серафина                       |
| 1997 | ф   | Берите от жизни всё         | Das Leben ist eine Baustelle. | Лило                           |
| 1998 | тф  | Рождественские колокола     | Single Bells                  | Кати Райхль                    |
| 1999 | ф   | Мальчик Леви                | Viehjud Levi                  | фройляйн Нойнер                |
| 1999 | ф   | Зелёная пустыня             | Grüne Wüste                   | Дорис                          |
| 2001 | тф  | Ромео                       | Lotte Zimmermann              | Лотта Циммерманн               |
| 2001 | ф   | Неотразимая Марта           | Bella Martha                  | Марта Кляйн                    |
| 2002 | тф  | Потерянная страна           | Verlorenes Land               | Мария Кайндль                  |
| 2004 | ф   | Сержант Пеппер              | Sergeant Pepper               | Марта Кляйн                    |
| 2004 | тф  | Казанова                    | Giacomo Casanova              | Мадам Де Ролль                 |
| 2006 | ф   | Элементарные частицы        | Elementarteilchen             | Кристиана                      |
| 2006 | ф   | Жизнь других                | Das Leben der Anderen         | Криста-Мария Зиланд            |
| 2006 | ф   | Идеальный друг              | Un ami parfait                | Марлен                         |
| 2006 | ф   | Лето 2004 года              | Sommer '04                    | Мириам Франц                   |
| 2006 | ф   | Ложное искушение            | The Good Shepherd             | Ханна Шиллер                   |
| 2007 | ф   | Сумасшедшее Рождество       | Meine schöne Bescherung       | Сара Мейнгольд                 |
| 2008 | ф   | Комплекс Баадера — Майнхоф  | Der Baader Meinhof Komplex    | Ульрика Майнхоф                |
| 2008 | ф   | Клара                       | Geliebte Clara                | Клара Шуман                    |
| 2009 | ф   | Три дамы и свадебные платья | Tris di donne & abiti nuziali | Жозефина Кампанелла            |
| 2009 | с   | Императрица Сисси           | Sisi                          | эрцгерцогиня София             |
| 2010 | ф   | Еврей Зюсс                  | Jud Süss - Film ohne Gewissen | Анна Мариан                    |
| 2012 | ф   | Стена                       | Die Wand                      | женщина (главная героиня)      |
| 2012 | ф   | Дверь                       | Az ajtó                       | Магда                          |
| 2013 | ф   | Ночной поезд до Лиссабона   | Night Train to Lisbon         | Мариана                        |
| 2015 | ф   | Девушка-король              | The Girl King                 | Мария Элеонора Бранденбургская |
| 2015 | ф   | Я ухожу                     | Ich bin dann mal weg          | Стелла                         |
| 2016 | ф   | Дневник Анны Франк          | Das Tagebuch der Anne Frank   | Эдит Франк                     |
| 2016 | ф   | Легкое сияние счастья       | Gleißendes Glück              | Хелена Бриндель                |
| 2016 | док | Durch die Nacht mit ...     | Durch die Nacht mit …         | в роли самой себя              |
| 2017 | с   | Willkommen Österreich       | Willkommen Österreich         | гостья                         |
| 2018 | ф   | Двое в костюмах             | Zwei Herren im Anzug          | Терес                          |
| 2018 | с   | Закон Артура                | Arthurs Gesetz                | Марта Анеполь                  |
| 2019 | ф   | Кому достанется собака?     | Und wer nimmt den Hund?       | Дорис Ленерт                   |
| 2020 | с   | Октоберфест: Пиво и кровь   | Oktoberfest: Beer & Blood     | Мария Хофлингер                |
| 2022 | ф   | Красота                     | Wunderschön                   | Фрауке Абек                    |
| 2022 | тф  | Где моя сестра?             | Wo ist meine Schwester?       | Дороти Райнхард                |
| 2022 | ф   | Тёмные спутники             | Die stillen Trabanten         | Криста                         |
| 2024 | с   | Гельголанд 513              | Helgoland 513                 | Беатрис Вестфаль               |
| 2024 | ф   | Дети леса                   | Woodwalkers                   | Лисса Клируотер                |